# Thorigny
Thorigny är en kommun i departementet Vendée i regionen Pays de la Loire i västra Frankrike. Kommunen ligger i kantonen La Roche-sur-Yon-Sud som tillhör arrondissementet La Roche-sur-Yon. År 2022 hade Thorigny 1 255 invånare.

## Befolkningsutveckling
Antalet invånare i kommunen Thorigny
| Referens: INSEE |